# 321453 Alexmarieann
321453 Alexmarieann este o planetă minoră (asteroid) din centura de asteroizi. A fost descoperită pe 10 septembrie 2009 la Observatorio del Teide⁠(d) de Matthias Busch⁠(d). 
Obiectul prezintă o orbită caracterizată de o semiaxă mare de 3,1910871062067 UAi, o excentricitate de 0,27, o înclinație de 29,1 ° în raport cu ecliptica.